# Michaił Szołochow

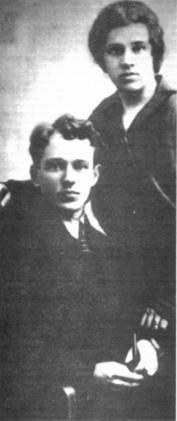
Michaił Szołochow i żona – Maria Pietrowna Gromosławska, 1924

Michaił Aleksandrowicz Szołochow (ros. Михаил Александрович Шолохов; ur. 11 maja?/24 maja 1905 w Krużylinie n. Donem, Imperium Rosyjskie, zm. 21 lutego 1984 w Stanicy Wieszeńskiej, Rosyjska Federacyjna SRR) – rosyjski pisarz oraz działacz polityczny i kulturalny. Deputowany do Rady Najwyższej ZSRR od 1937 i członek Akademii Nauk ZSRR od 1939. Laureat Nagrody Nobla w dziedzinie literatury za rok 1965. Członek zagraniczny Serbskiej Akademii Nauk i Sztuk.
Głównie dzięki powieści Cichy Don i przejmującej mikropowieści Los człowieka, wpisał się na trwałe do literatury światowej, jako kontynuator innego wielkiego rosyjskiego epika – Lwa Tołstoja. Bohaterowie utworów Szołochowa – zwykli ludzie rzuceni w wir wielkich przemian społecznych i politycznych – pokazani są z dużą psychologiczną wiarygodnością.

## Życiorys
Michaił Szołochow przyszedł na świat 24 maja (11 maja według ówczesnego kalendarza) 1905 r. w rodzinie kozackiej. Rodzina mieszkała w niewielkim chutorze Krużylino, w pobliżu Stanicy Wieszeńskiej (Obwód rostowski) nad Donem, w ówczesnym Obwodzie Wojska Dońskiego.
Już jako 15-latek został żołnierzem Armii Czerwonej i walczył z przeciwnikami władzy radzieckiej.
W wieku 17 lat zadebiutował jako pisarz. W 1922 r. zamieszkał w Moskwie, z zamiarem wykonywania zawodu dziennikarza, jednak pracował fizycznie. W 1924 r. osiadł na stałe w rodzinnych stronach – w Stanicy Wieszeńskiej i poślubił Marię Pietrownę Gromosławską (ur. 1901, zm. 1992). Mieli dwie córki i dwóch synów.
W latach 20. związany był z grupą literacką Młoda Gwardia. W 1924 zadebiutował opowiadaniem Znamię. Już wcześniej w prasie ukazywały się jego felietony. Dwa lata później, opublikował zbiór opowiadań – Opowiadania znad Donu, w dużej części opartych na własnych przeżyciach. Był to jego debiut książkowy. Już rok wcześniej, w 1925 r., rozpoczął pracę nad dziełem swego życia – Cichym Donem. Powieść tę ukończył dopiero w 1940 r. W międzyczasie powstawały inne jego dzieła, m.in. Zaorany ugór, którego pierwszy tom opublikowany został w 1932 r., podczas gdy drugi ukazał się dopiero po wojnie, w 1959 r.

## Aspekt polityczny
Płynąca z utworów Szołochowa afirmacja budującej się radzieckiej rzeczywistości, mimo tragizmu indywidualnych losów i krętych ścieżek bohaterów, przysporzyła autorowi przychylności władz ZSRR, które wykreowały go na wielki autorytet moralny. Z drugiej strony przysporzyła mu również wrogów, którzy posunęli się nawet do oskarżeń o plagiat.

### Kontrowersje
Szołochow, jako funkcjonariusz literacki i partyjny (od 1962 r. zasiadał w KC KPZR) zasłynął ze skrajnie ortodoksyjnych wystąpień publicznych i publicystycznych, także podczas gigantycznej akcji propagandowej i nagonki na Borysa Pasternaka.
W 1965 r. w ZSRR zostało aresztowanych dwóch pisarzy – Andriej Siniawski i Julij Daniel – za publikowanie swoich utworów za granicą. Obu twórców skazano na kilkuletnie wyroki więzienia w obozie o zaostrzonym rygorze. Podczas XXIII zjazdu KPZR (w 1966) Szołochow wystąpił z referatem, w którym żałował, że Siniawskiego i Daniela ominęła kara śmierci.

### Oskarżenie o plagiat
Już pod koniec lat 20. XX wieku pojawiły się w stosunku Szołochowa oskarżenia o kradzież intelektualną. Nagłośnił je Aleksandr Sołżenicyn, który zarzucił Szołochowowi plagiat utworu Cichy Don, którego autorem miał być w rzeczywistości Fiodor Kriukow, kozacki pisarz i działacz antybolszewicki zmarły w 1920 roku. Od tego czasu przeprowadzono liczne analizy tekstów Szołochowa, jednak wśród badaczy jego literatury brak jest jednomyślności. Przedstawiono zarówno dowody przeczące popełnieniu plagiatu, jak i potwierdzające tezę Sołżenicyna, m.in. teksty utworów Kriukowa, które Szołochow miał rzekomo przepisać niemal bez zmian, tworząc Cichy Don.
Podobieństw do twórczości Kriukowa doszukuje się także w utworze Szołochowa Los człowieka z 1957 roku. Jego pierwowzorem mogły być dwa opowiadania Kriukowa Włoch Zamczałow z 1916 roku oraz W gościach u towarzysza Mironowa z 1919 roku, opublikowane w tychże latach przez czasopisma „Russkije wiedomosti” oraz „Donskie wiedomosti”.
Sam Szołochow twierdził, że wszelkie rękopisy m.in. Cichego Donu zaginęły w 1941 roku podczas niemieckiej inwazji na ZSRR, co uniemożliwiało przeprowadzenia na nich badań. W 1987 roku odnaleziono część rękopisów Cichego Donu, a także szkiców i notatek Szołochowa sporządzonych w latach 20. XX wieku podczas tworzenia dzieła. Zostały one poddane analizie przez specjalistów z Rosyjskiej Akademii Nauk, której wyniki opublikowano w 1999 roku. Nie stwierdzono dowodów popełnienia plagiatu przez Szołochowa, wskazując na to, że najprawdopodobniej rzeczywiście był on autorem Cichego Donu.

### Po śmierci
Po śmierci jego mózgowie badał Institut Mozga.

## Wybrana twórczość[5]

### Powieści
- 1928, 1932, 1940 – Cichy Don (ros. Тихий Дон) – epopeja tocząca się w czasach rewolucji, I wojny światowej i wojny domowej w Rosji; polskie tłumaczenie Andrzej Stawar i Wacław Rogowicz
- 1932, 1959 – Zorany ugór(inne języki) (ros. Поднятая целина) – 1932 t. I, 1959 t. II; powieść o kolektywizacji naddońskich wsi kozackich
- 1942-1944, 1949, 1969 – Walczyli za ojczyznę(inne języki) (ros. Они сражались за Родину) – powieść wojenna o II wojnie światowej

### Nowele i opowiadania
- 1924 – Znamię (ros. Родинка) – opowiadanie opublikowane w prasie
- 1942 – Nauka nienawiści (ros. Наука ненависти) – opowiadanie
- 1956 – Los człowieka(inne języki) (ros. Судьба человека) – mikropowieść, opisująca przeżycia i męstwo radzieckiego jeńca wojennego w hitlerowskiej niewoli; polskie tłumaczenie Irena Piotrowska
- Pastuch (ros. Пастух)
- Komisarz żywnościowy (ros. Продкомиссар)
- Nasienie szybałki (ros. Шибалково семя)
- Serce Aloszki (ros. Алешкино сердце)
- Wir (ros. Коловерть)
- Człowiek familijny (ros. Семейный человек)
- Przewodniczący Rewolucyjnej Rady Wojennej Republiki (ros. Председатель РевВоенСовета республики)
- Błędna ścieżka (ros. Кривая стежка)
- Żona dwóch mężów (ros. Двухмужняя)
- Śmiertelny wróg (ros. Смертный враг)
- Źrebak (ros. Жеребенок)
- Robaczywość (ros. Червоточина)
- Lazurowy step (ros. Лазоревая степь)
- Parobcy (ros. Батраки)
- O Dońskim Komitecie Aprowizacyjnym i niepowodzeniach zastępcy dońskiego komisarza aprowizacyjnego towarzysza Pticyna (ros. О ДонПродКоме и злоключениях заместителя ДонПродКомиссара товарища Птицына)
- O Kołczaku , pokrzywie i innych rzeczach (ros. О колчаке, крапиве и прочем)
- Obca krew (ros. Чужая кровь)
- Dozorca basztanów
- Doga – dróżka
- Znajda

### Zbiory
- 1925 – Opowiadania znad Donu(inne języki) (ros. Донские рассказы) – zbiór opowiadań
- 1926 – Lazurowy step(inne języki) (ros. Лазоревая степь) – zbiór opowiadań
- Słowo o ojczyźnie(inne języki) (ros. Слово о Родине) – zbiór esejów